# Emmanuel Karagiannis
Emmanuel Karagiannis (ur. 22 listopada 1966 w Maasmechelen) – belgijski piłkarz greckiego pochodzenia piłkarz grający na pozycji defensywnego pomocnika. Był reprezentantem Belgii.

## Kariera klubowa
Swoją karierę piłkarską Karagiannis rozpoczął w klubie Patro Eisden, w którym w sezonie 1983/1984 zadebiutował w drugiej lidze belgijskiej. Grał w nim do 1986 roku i wtedy też przeszedł do pierwszoligowego KSV Waregem. W zespole Waregem występował przez sześć sezonów i w 1992 roku odszedł z niego do drugoligowego RFC Seraing. W sezonie 1992/1993 wywalczył z nim awans do pierwszej ligi. W Seraing grał jeszcze przez kolejne dwa sezony.
Latem 1995 Karagiannis przeszedł do Anderlechtu. 4 sierpnia 1995 zadebiutował w nim w przegranym 1:3 wyjazdowym meczu z Eendrachtem Aalst. W sezonie 1995/1996 wywalczył z Anderlechtem wicemistrzostwo Belgii.
W 1996 roku Karagiannis odszedł z Anderlechtu do Royalu Antwerp FC. Swój debiut w nim zaliczył 10 sierpnia 1996 w zwycięskim 3:2 domowym meczu z KV Mechelen. W Royalu występował przez rok.
Latem 1997 Karagiannis został zawodnikiem Germinalu Ekeren, który dwa lata później został przemianowany na Germinal Beerschot. Swój debiut w Germinalu zanotował 9 sierpnia 1997 w zwycięskim 3:1 domowym meczu z RWD Molenbeek. W Germinalu grał przez cztery sezony.
Latem 2001 Karagiannis przeszedł do RAA Louviéroise, w którym zadebiutował 12 sierpnia 2001 w przegranym 2:8 wyjazdowym meczu z Germinalem Beerschot. W RAA Louviéroise grał przez sezon i w 2002 roku wrócił do Patro Eisden. W 2004 roku zakończył w nim swoją karierę.
| Sezon   | Klub               | Kraj   | Rozgrywki     | Mecze | Gole |
| ------- | ------------------ | ------ | ------------- | ----- | ---- |
| 1983/84 | Patro Eisden       | Belgia | Derde klasse  | 1     | 0    |
| 1984/85 | Patro Eisden       | Belgia | Tweede klasse | 0     | 0    |
| 1985/86 | Patro Eisden       | Belgia | Tweede klasse | 26    | 4    |
| 1986/87 | KSV Waregem        | Belgia | Eerste klasse | 24    | 0    |
| 1987/88 | KSV Waregem        | Belgia | Eerste klasse | 32    | 3    |
| 1988/89 | KSV Waregem        | Belgia | Eerste klasse | 21    | 3    |
| 1989/90 | KSV Waregem        | Belgia | Eerste klasse | 10    | 1    |
| 1990/91 | KSV Waregem        | Belgia | Eerste klasse | 32    | 3    |
| 1991/92 | KSV Waregem        | Belgia | Eerste klasse | 23    | 0    |
| 1992/93 | RFC Seraing        | Belgia | Tweede klasse | 27    | 2    |
| 1993/94 | RFC Seraing        | Belgia | Eerste klasse | 31    | 1    |
| 1994/95 | RFC Seraing        | Belgia | Eerste klasse | 32    | 1    |
| 1995/96 | RSC Anderlecht     | Belgia | Eerste klasse | 20    | 0    |
| 1996/97 | Royal Antwerp FC   | Belgia | Eerste klasse | 27    | 3    |
| 1997/98 | Germinal Ekeren    | Belgia | Eerste klasse | 27    | 0    |
| 1998/99 | Germinal Ekeren    | Belgia | Eerste klasse | 31    | 2    |
| 1999/00 | Germinal Beerschot | Belgia | Eerste klasse | 25    | 3    |
| 2000/01 | Germinal Beerschot | Belgia | Eerste klasse | 23    | 2    |
| 2001/02 | RAA Louviéroise    | Belgia | Eerste klasse | 20    | 1    |
| 2002/03 | Patro Eisden       | Belgia | Tweede klasse | 28    | 3    |
| 2003/04 | Patro Eisden       | Belgia | Tweede klasse | 31    | 1    |

## Kariera reprezentacyjna
W reprezentacji Belgii Karagiannis zadebiutował 29 marca 1995 w zremisowanym 1:1 meczu eliminacji do Euro 96 z Hiszpanią, rozegranym w Sewilli. 26 kwietnia 1995 w wygranym 2:0 meczu tych eliminacji z Cyprem strzelił swoją jedyną bramkę w reprezentacji. Od 1995 do 1998 rozegrał 8 meczów w kadrze narodowej.